# 松宮勲
松宮 勲（まつみや いさお、1944年5月28日 - ）は、日本の政治家、通産官僚。民主党所属の元衆議院議員（3期）。

## 概要
福井県鯖江市出身。福井県立藤島高等学校を経て、1968年 東京大学経済学部卒業後、通商産業省に入省。同期には次官の村田成二、一柳良雄、元ダイエー会長の雨貝二郎ら。
ケンブリッジ大学留学後、生活産業局住宅産業課長などを歴任し、1994年 大臣官房審議官を最後に退官。

### 衆議院議員
1996年10月第41回衆議院議員総選挙で福井1区で無所属で出馬し、新進党現職笹木竜三に惜敗したが自民党現職（宮沢派）平泉渉を凌駕。その後、平泉や新進党分党に伴い無所属となった笹木との自民党公認争いを制し、2000年6月の第42回衆議院議員総選挙に福井1区から立候補し初当選。派閥は志帥会に加入した。2003年自由民主党総裁選挙では亀井静香の推薦人となる。同年11月の第42回衆議院議員総選挙で再選し、外務大臣政務官に就任する。2004年10月から2005年7月まで自民党副幹事長を務めた。
2005年7月5日の衆議院本会議採決で郵政民営化法案に造反して反対票を投じた。このため、2005年9月の第44回衆議院議員総選挙では亀井から国民新党に誘われたが、これを辞退し無所属で福井1区から出馬した。しかし、自民党公認の稲田朋美、民主党元職の笹木竜三らに敗れ、落選。同年10月28日に自民党から、公認候補に対抗し立候補したとして離党勧告処分を受け、先立って提出していた離党届が受理された。

#### 民主党へ
2007年12月に民主党へ入党。郵政造反組議員の自民党から民主党への鞍替えは川上義博・滝実（途中、新党日本を経て無所属）に次いで3人目である。2009年8月30日の第45回衆議院議員総選挙では、同党公認で福井3区へ選挙区を移動して出馬、小選挙区では敗れたが比例で復活当選し国政に復帰した。なお、民主党が郵政造反組を衆院選で公認したのは初めてである。
2012年の第3次野田改造内閣で経済産業副大臣に就任した。
同年12月16日の第46回衆議院議員総選挙では、民主党公認で福井3区に出馬するも落選。その後、政界を引退した。
2019年、旭日重光章受章。

## 所属団体・議員連盟
- 発達障害の支援を考える議員連盟に所属していた[3]。

## 著書
- 『大競争時代の政治経済学 日本改新・福井改新のシナリオ』（ジュピター出版、1995年）。